# Wheeler (Oregón)
Wheeler es una ciudad ubicada en el condado de Tillamook en el estado estadounidense de Oregón. En el año 2007 tenía una población de 391 habitantes y una densidad poblacional de 209.7 personas por km².

## Geografía
Wheeler se encuentra ubicada en las coordenadas 45°41′17″N 123°52′59″O / 45.68806, -123.88306.

## Demografía
Según la Oficina del Censo en 2000 los ingresos medios por hogar en la localidad eran de $29,000 y los ingresos medios por familia eran $31,161. Los hombres tenían unos ingresos medios de $26,364 frente a los $21,429 para las mujeres. La renta per cápita para la localidad era de $16,535. Alrededor del 16.2% de la población estaban por debajo del umbral de pobreza.